# Томас Манн
То́мас Манн (нім. Thomas Mann; 6 червня 1875, Любек, Німецька імперія — 12 серпня 1955 поблизу Цюриха, Швейцарія) — німецький письменник, філантроп, есеїст, молодший брат Генріха Манна.

## Біографія

### Дитинство
Народився 1875 року в німецькому місті Любек. Томас був другою дитиною в сім'ї з п'яти. Його батько Томас Йоганн Генріх Манн був купцем. Як сенатор, котрий належав до кола любецьких «патриціїв», він наглядав за податковими справами міста. Мати, письменниця Джулія да Сільва Брунс, була дочкою німецького плантатора і бразилійки португальсько-креольського походження. Хоча матір і була католичкою, Томас Манн за переконаннями свого батька був лютеранином.
У Любеку Томас Манн навчався в гімназії Катарінеум.
1891 року помер батько Томаса Манна і його фірму було ліквідовано. Невдовзі сім'я Манн була вимушена переїхати до Мюнхена.

### Навчання
Навчався спочатку в прогімназії доктора Буссеніуса, а пізніше — в гімназії «Катареніум», яку Манн так і не закінчив. Відчутну роль у цьому відіграла смерть батька та спричинена нею зміна життєвих обставин: продаж будинку і фірми, переїзд матері з молодшими дітьми до Мюнхена. 1893 року, полишивши гімназію, Томас Манн також переїхав до Мюнхена.

### У Мюнхені
Манн жив у Мюнхені від 1891 до 1933 року, за винятком року в Палестині та Італії, проведених зі старшим братом — Генріхом. Томас влаштувався на роботу у страховій компанії, де й почав займатися літературною діяльністю. Служба в компанії тривала впродовж 1894—1895 років.
Тут він написав першу новелу під назвою «Падіння» (Gefallen), яка одразу ж була надрукована у лейпцизькому журналі «Ді Гезельшафт». Через успіх, який виник одразу ж після виходу цієї новели, Манн покинув роботу у конторі й цілком зосередився на літературній діяльності.
У 1905 році він одружився з Катею Прінгзгайм (Katia Pringsheim), яка походила з видатного світського роду єврейської інтелігенції. Згодом вона приєдналась до лютеранської віри. Подружжя мало шість дітей.

### В Італії
Значний вплив на формування Томаса Манна як письменника мав його старший брат Генріх Манн. Під час їхньої подорожі до Італії (1896 — 1898 роки), Томас ознайомився з італійською культурою і мистецтвом. У цей час він написав збірку новел «Маленький пан Фрідеман» та перші розділи роману «Будденброки». 1901 року цей твір вийшов у престижному видавництві «Фішер».
З 1898 року Манн працював у редакції сатиричного щотижневика Simplicissimus

### 1910-ті і початок 1930-х років
Томас Манн схвально поставився до участі Німеччини у Першій світовій війні й підтримав консерватизм кайзера Вільгельма II, при цьому засуджуючи лібералізм.
Втім, у есеї Von Deutscher Republik (1923), як напівофіційний речник парламентської демократії, Манн звернувся до німецької інтелігенції із закликом підтримати Веймарську республіку. Він також прочитав лекцію у Бетховензалі (Beethovensaal) у Берліні 13 жовтня 1922, що згодом була опублікована у Die neue Rundschau за листопад 1922, у якій він продовжував свій дещо ексцентричний захист Республіки, заснований на посиланнях на Новаліса (філософ німецького романтизму) й Волта Вітмена. Згодом політичні погляди Манна поступово змістилися до ліберально-лівих і демократичних.
Манн став у конкретну опозицію фашизму, що розвинувся на початку 30-х років в Німеччині і тому з 1933 року перебував в антифашистській еміграції. У 1930 Манн прочитав лекцію у Берліні під назвою «Звернення до розуму», у якій він різко засуджував націонал-соціалізм і висловлював симпатії рухові робітничого класу. Відтак ним було написано чимало есеїв і лекцій, у яких критикувався нацизм. Одночасно, він все більш схилявся до соціалістичних ідей. У 1933 в момент приходу нацистів до влади у Німеччині, Манн із дружиною перебували у Швейцарії. Через різке протистояння письменника політиці нацизму, його син Клаус переконав його не повертатись до Німеччини. Але книги Томаса Манна, на відміну від книг його брата, Генріха й сина, Клауса, не були серед спалюваних гітлерівським режимом у травні 1933, імовірно тому, що Манн став нобелівським лауреатом з літератури 1929 року. Врешті у 1936 нацистський уряд офіційно скасував його німецьке громадянство. З 1938 р. письменник мешкає в США, з 1952 р. в Швейцарії.
Впродовж війни Манн записав кілька антинацистських радіопромов, Deutsche Hörer! («Німецьким слухачам!»). Вони записувались у США, а потім надсилались до Великої Британії, де їх транслювало ВВС, в надії донести до німецької аудиторії.
Нобелівський лауреат 1929 року.

### Повернення в Європу

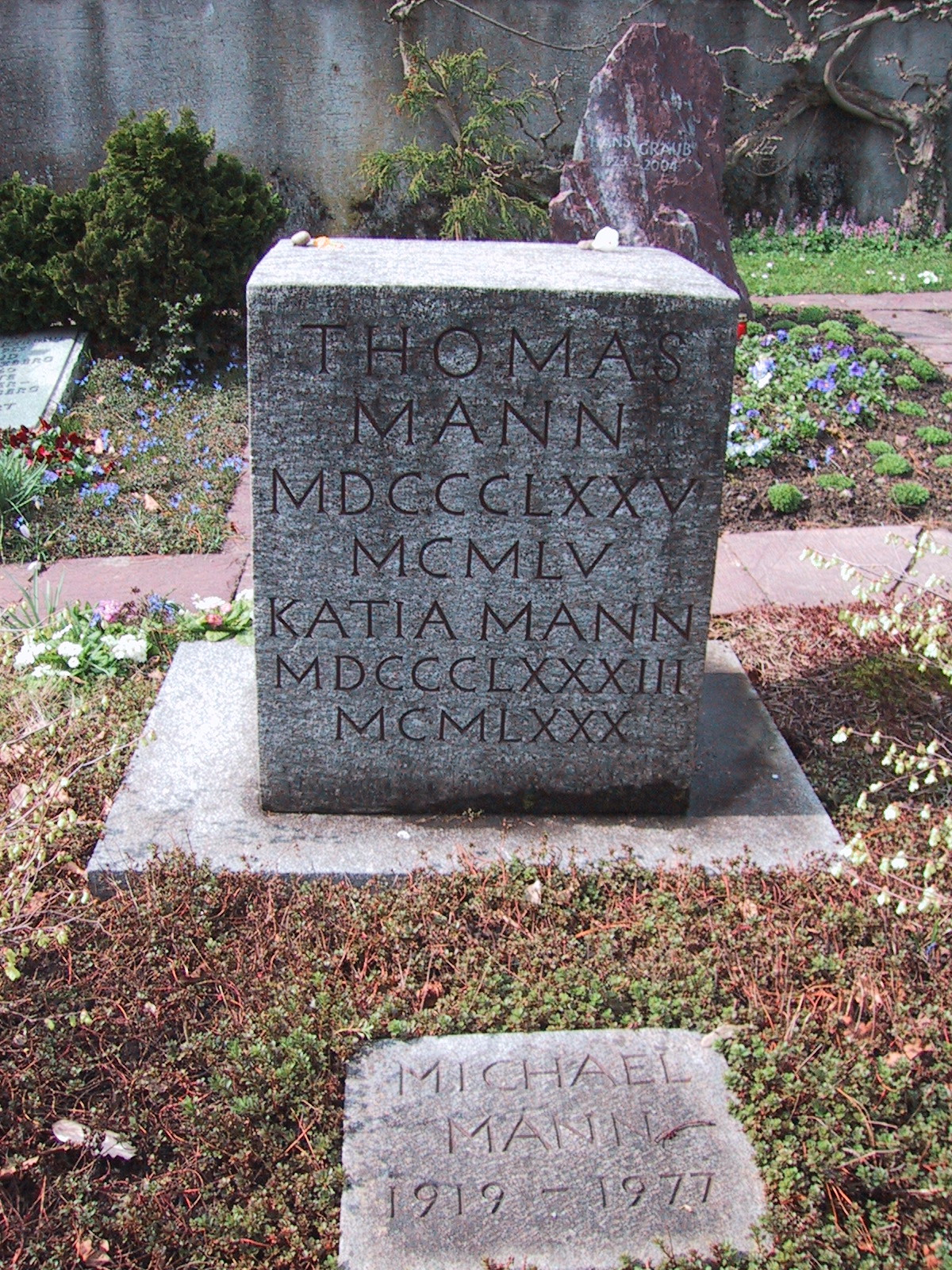
Могила Томаса Манна

Після Другої світової війни ситуація в США приймає все менш сприятливий для Манна характер: письменника починають звинувачувати в пособництві сталінському режиму. У червні 1952 сім'я Томаса Манна повертається до Швейцарії. Навіть по закінченню війни він не повертається в Німеччину.
Письменник помер 12 серпня 1955 року в Цюриху від атеросклерозу.

## Нобелівська премія

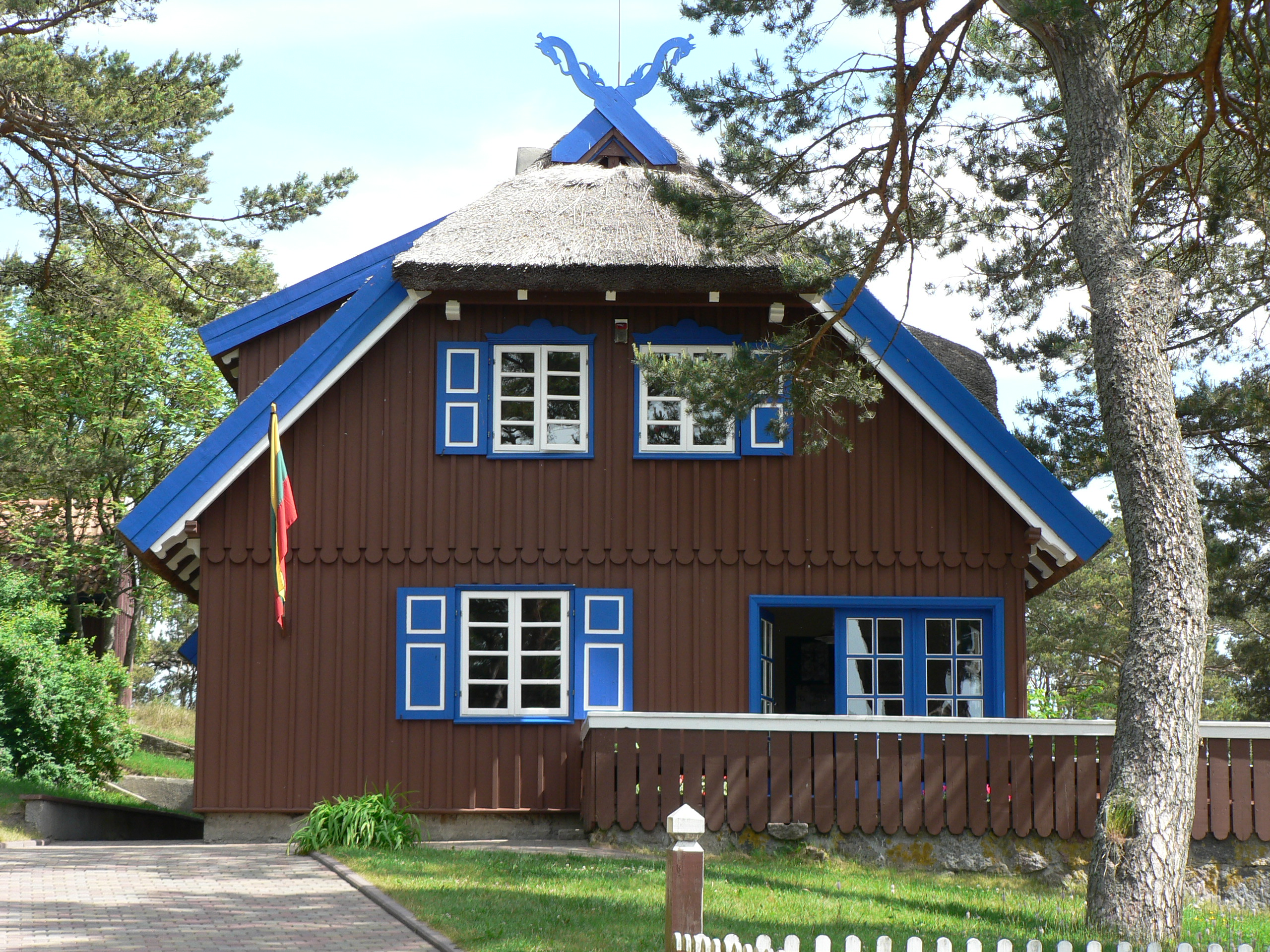
Будинок Томаса Манна в Ніді

Одержання премії письменником не було несподіваним. Припущення щодо нагородження Манна цією премією виникали й раніше, він сам сподівався на неї у 1927. По обіді 12 листопада 1929 він одержав новини зі Стокгольму. Письменника вжахнуло те, що комітет посилався виключно на його ранній роман, Будденброки. Причиною стало те, що стокгольмський високопосадовець, Фредерік Боок (Fredrik Böök), не визнав важливості роману «Чарівна гора». Грошовий приз склав 200 000 райхсмарок. Частину його Манн витратив на сплату боргів своїх дітей — Клауса й Еріки. Решта пішла на побудову літнього будинку в Ніді на Куршській косі й придбання двох авто. Після еміграції родина Маннів втратила значну частину власності, зокрема всю нерухомість.

## Творчість

### Ранні роки і «Будденброки»
Уже в ранніх творах Томаса Манна викарбувалися дві тенденції, які визначили проблематику й поетику всієї його творчості. Це, по-перше, настанова на успадкування здобутків класичної літератури XIX століття. З цього боку на твори молодого письменника суттєво вплинули Лев Толстой, Іван Тургенєв і представники французького натуралізму — Еміль Золя та інші. Друга тенденція полягала в наслідуванні модерної доби, основою для чого стали творчості двох інших німецьких письменників і філософів — Артура Шопенгауера та Фрідріха Ніцше.
Чималий вплив на письменника мало протистояння між старшим братом і батьком: останній хотів, щоб його діти пішли його слідами — а саме, обрали комерцію за покликання. Саме про це йдеться в першому його заповіті, написаному 1879 року (отже, старший з братів, Генріх, мав 9 років, менший 4): жінка й діти сенатора міста Любека Томаса Йоганна Генріха Манна будуть його спадкоємцями. Основною власністю сенатора була фірма. Звісно, на думці малися сини сенатора — Генріх і Томас. 12 років по тому, 1891 року, хворий на рак сечового міхура, напередодні операції, він змінив свою думку: його справа мала бути ліквідована; було призначено керівників капіталу, одержаного після продажу фірми, до обов'язків яких входило виплачувати відсотки вдові та дітям покійного. Особливий акцент ставився на протидію «так званій літературній діяльності» старшого сина. Генріх, втім, всупереч волі батька, залишив школу і продовжив літературні студії. Вплив старшого брата виражався навіть у тематиці перших проб пера: кілька творів брата Томас переробив, іноді поглибив («Зір», 1893, «Падіння», 1894). Це Генріх познайомив його із Ніцше та Шопенгауером.
Значний вплив на письменника справили й традиції інших національних літератур XIX ст. Багато чого він навчився у французьких натуралістів — братів Гонкурів, Е. Золя. Ще більший вплив справив на нього Л. Толстой. Знайомство з його творами, за словами Т. Манна, заряджало «силою, свіжістю, органічною радістю, здоров'ям». Як і Толстой, він у своїх творах обстоював моральні засади життя, тяжів до створення широких епічних картин, до багатих і пластичних описів матеріального світу. Прагнучи відтворювати реалістичну правду й точність фактів, Манн переносив у твір «фрагменти» життя, яке спостерігав безпосередньо навколо себе, а також свідчення, узяті з газет, енциклопедій, особистого листування. Відомо, що, описуючи побут родини Будденброків у першому своєму романі, Т. Манн звернувся до матері з проханням дати йому рецепт традиційної сімейної страви. Надіслана нею інформація майже без редагування увійшла до художнього тексту. Так само і щемлива сцена хвороби Ганно Будденброка була, за словами автора, художньою обробкою статті про тиф, яку він «переписав» з енциклопедичного словника. У приватних архівах письменника збереглися дагеротипи та фотографії купців і промисловців, надруковані у різних часописах останньої третини XIX — початку XX ст. На них, як з'ясували дослідники, письменник здебільшого й спирався, створюючи у «Будденброках» портрети бюргерів.
Часто класичні джерела, філософські праці, алюзії на які розміщуються у творах Манна, розглянуті іронічно, нерідко навіть комічно. Прагненням письменника було не просто мати інтелектуальне підґрунтя, але стати незалежним від спадщини романтизму й класицизму. Не прийняв він до кінця й обіцяний рай модернізму. Тому проза Манна знаходиться в літературному «межичассі» — вона є цілком самостійною у запереченні усієї іншої літератури. Втім, як і будь-яка книга, вона, за виразом Кормака Маккарті, як і всі книги, «зроблена з інших книг», тому заледве чи й має цінність окремо від них.
Настанова митця на «наслідування» життя інколи призводила до курйозів, ба й навіть скандалів. Неодноразово знаходилися люди, які, «впізнавши» себе у маннівських творах, обурювалися чи ображалися. Один із найяскравіших випадків трапився зі знаменитим австрійським композитором А. Шенбергом. Довідавшись, що описані у романі «Доктор Фаустус» новації у музичній творчості головного героя надто прозоро перегукуються з його власним мистецтвом, Шенберг був розлючений використанням його творчості без посилання на джерело. Не допомогла навіть прикінцева приписка, яка визнавала авторство Шенберга на теорію серійної техніки в музиці.
Однак з боку Т. Манна такі художні «вправи» у жодному разі не були продиктовані бажанням фотографічно копіювати дійсність. Під поверхневу «реалістичність» подій та образів у його творах здебільшого підводився символічний підтекст, збагачений тонко розробленою системою лейтмотивів. На рівні художньої форми це відрізняло його твори від спадщини відомих реалістів XIX ст. Відрізняла їх і зовсім інша проблематика, яка концентрувалася навколо питань мистецтва, культури, відторгнення особистості, духовного життя європейця за умов кризи гуманізму, тобто відповідала духові модерністської доби.
І ще одне вирізняло талант Томаса від таланту його брата: у першого тема самотності звучала сильніше: якщо Генріх у особистому житті зіштовхнувся лише із проблемою пошуку гідної жінки, то гомосексуальні нахили Томаса спричиняли значно сильніше відчуття відчуження з боку традиційного суспільства. Можливо, почасти це й було причиною охолодження стосунків між братами: Генріх відчував, що літературна майстерність Томаса чи не перевищувала його власну, але проблеми, які ставились у творчості брата, часто не були йому близькі.
Чимало відомо про історію першого Маннового роману. За звичкою, письменник занотовував раптові ідеї на ходу, використовуючи записники; записник від 1897 року зберігся. Збереглися папери з іншими записами для роману, що деякі з них, імовірно, були написані влітку і восени 1897 року. Вони свідчать про те, що інтерес письменника до історії занепаду роду почались із персонажу Крістіана, богемного брата сенатора, навколо якого розвиваються події книги. Уже ранні записи вказують, що йшлося про сімейну хроніку. Цікаво те, що письменник визнавав згодом, що роман містить елементи пародії на «Перстень Нібелунга» Ріхарда Вагнера(, як цитовано у). Елементи ж історії розриву із сім'єю, які прослідковуються спершу із Крістіаном і його братом Томасом, а пізніше — із Ганно Будденброком, звісно, дуже індивідуальні для автора.()

### Зріла творчість

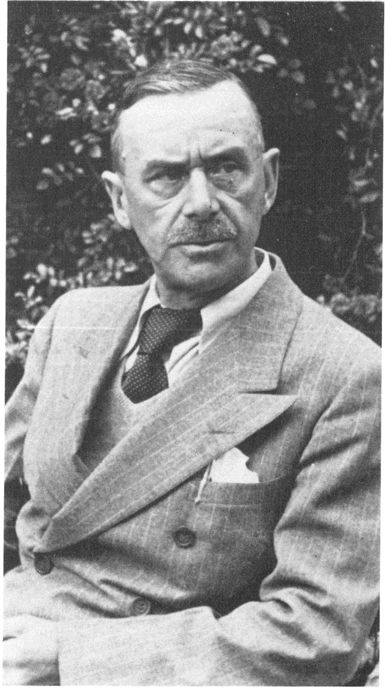
Томас Манн у 1939 р.

Тетралогія «Йосиф та його брати» (1943) майстерно відтворила світ біблійної давнини. (Цікаво, що секретарка Манна, яка передруковувала рукопис, захоплено сказала: «Тепер знаєш, як все було насправді»). В основу твору покладено сюжет зі Старого Заповіту про Йосифа Прекрасного. Під пером німецького письменника ця історія розрослася у грандіозну епічну панораму людського буття за біблійних часів. З гумором переповідаються у романі перипетії біографії Йосифа, якого життя двічі (спочатку через гостру ненависть братів, а потім — через несамовиту любов жінки) кидало у «колодязь» і який щоразу, долаючи важкі перешкоди, сходив на вершину влади. У фінальній частині роману Йосиф, який став першим радником фараона й фактичним правителем Єгипту, знову зустрічається з братами, які колись мало його не занапастили… «Улюбленець долі», Йосиф постає речником гуманізму, давнього, як сама історія людства. Твір вражає яскравими описами побуту давніх євреїв та оздоблення єгипетських палаців, численними міфопоетичними паралелями, глибиною філософського осмислення проблем духовного буття.
Іншому «улюбленцеві долі» — Гете — Манн присвятив роман «Лотта у Ваймарі» (1939). Основу сюжету склав реальний епізод із життя німецького «короля поетів» — зустріч із жінкою, яка стала прототипом героїні його роману «Страждання молодого Вертера». Ця зустріч відбувається через сорок чотири роки після виходу «Вертера» у світ. Упродовж зазначеного періоду Гете жодного разу не бачив своєї колишньої коханої. Весь цей час Лотта, яка стала щасливою дружиною й ніжною матір'ю дев'ятьох дітей, була змушена нести тягар репутації музи молодого Гете, співіснувати з тією сумішшю «поезії та правди», яку він, переповідаючи історію свого кохання до неї, втілив в образах своєї знаменитої книжки. На схилі літ вона хоче ще раз побачитися з колишнім своїм залицяльником й дещо в нього запитати…
Анекдотична зустріч Гете з постарілою «героїнею» його роману використовується Манном як можливість поміркувати над феноменом великого митця. Кохання у житті Гете, його взаємини з найближчим оточенням, неосяжне розмаїття його внутрішнього світу, злети творчого духу й кумедні риси характеру — ось чим наповнюється зовні проста й навіть розважальна сюжетна канва.
Головний герой роману «Доктор Фаустус» (1947) — також геніальний митець. Однак, на противагу «сонячному» Гете із «Лотти у Ваймарі», він має талант дисгармонійний, «демонічний». Революціонер у музиці, Адріан Леверкюн (так зветься герой) прагне у своїй творчості досягти абсолютної естетичної досконалості. Саме тому він — «Фауст XX ст.» — укладає угоду з дияволом, який обіцяє йому здійснення найзаповітнішої мистецької мрії. Щоправда, за це Адріан має назавжди відмовитися від щастя людського кохання. Через обумовлених в угоді двадцять чотири роки настає час жахливої розплати.

## Особисте життя

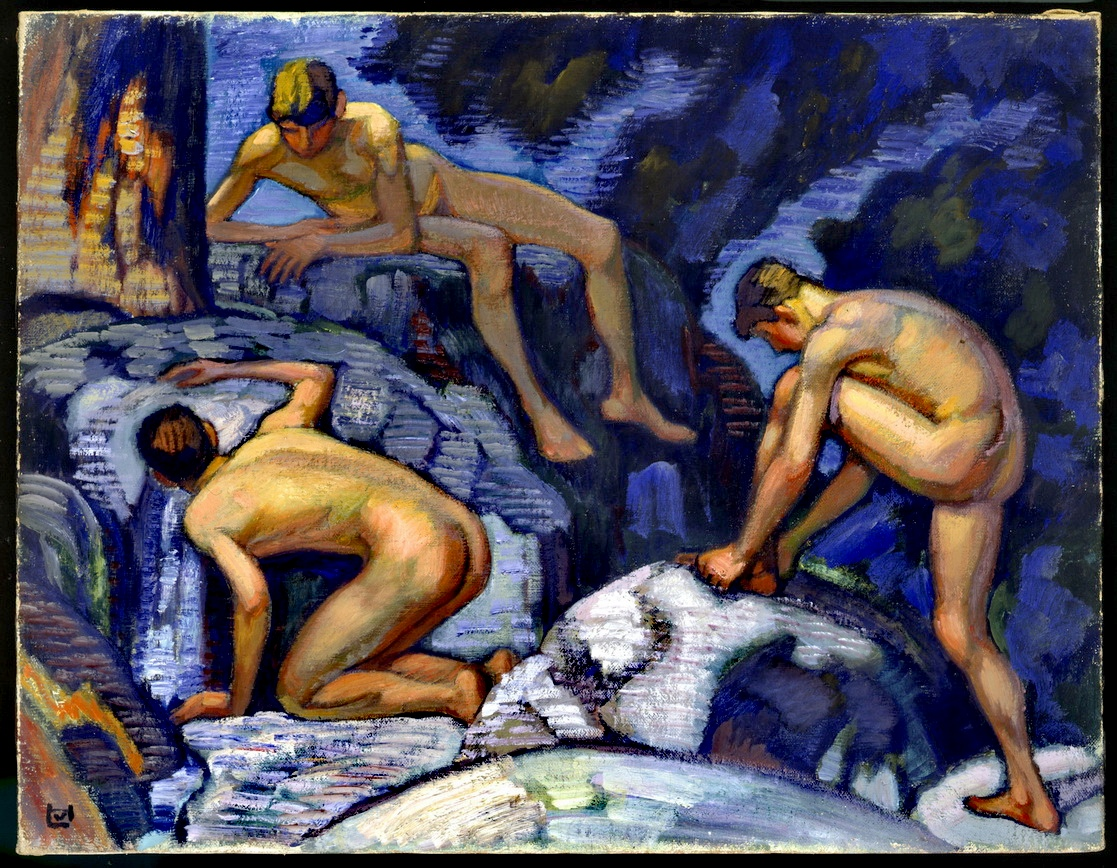
Людвіг фон Гофман: Весна (1913). Картина, придбана в 1914 році, висіла в кабінеті Манна до його смерті.

Щоденники Манна розкривають його боротьбу з власними гомосексуальними нахилами. Потяг до чоловіків, що часто знаходить відображення в його творах, найпомітніше через одержимість літнього Ашенбаха 14-річним польським хлопчиком Тадзіо в новелі «Смерть у Венеції» (Der Tod in Venedig, 1912).
Троє його старших дітей: Еріка Манн, Клаус Манн та Голо Манн були гомосексуалами.

## Вибрані твори
- Будденброки (Buddenbrooks) (1901, укр. пер. Є.Поповича 1973) роман
- Трістан (Tristan) (1902, укр. пер. Є.Поповича 1975) новела
- Тоніо Креґер (Tonió Kröger) (1903, укр. пер. Є.Поповича 2002) новела
- Королівська Високість (Königliche Hoheit) (1909) роман
- Смерть у Венеції (Der Tod in Venedig) (1911, укр. пер. Є.Поповича 2002) новела
- Хазяїн і собака (Herr und Hund) (1918) новела
- Зачарована гора (Zauberberg) (1924, укр. пер. Р. Осадчука 2009)
- Маріо і чарівник (Mario und der Zauberer) (1930, укр. пер. Є.Поповича 2003) новела
- Йосип і його брати. (Joseph und seine Brüder) (1933 — 1943) тетралогія
- Лотта у Веймарі (Lotta in Weimar) (1939) роман
- Доктор Фаустус (Doktor Faustus) (1947, укр. пер. Є.Поповича 1990) філософський роман
- Сповідь афериста Фелікса Круля (Bekenntisse des Hochstaplers Felix Krull) (1954, укр. пер. Р. Осадчука 2011) роман

## Українські переклади
- «Будденброки», Київ: Дніпро, 1973. (перевидання, видавництво «Лабораторія», 2024)
- «Трістан», новели, Київ: Дніпро, 1975.
- «Доктор Фаустус», роман, Київ: Дніпро, 1990
- «Смерть у Венеції» // Зарубіжна проза першої половини ХХ сторіччя: новели, повісті, притчі. Посібник для 11 класу.— К.:"Навчальна книга", 2002.
- «Тоніо Креґер» / Зарубіжна проза першої половини ХХ сторіччя: новели, повісті, притчі (укладач Б. Я. Бігун). Посібник для 11 класу // Пер. з нім. Євгена Поповича. — К.: «Навчальна книга», 2002.
- «Маріо і чарівник», Донецьк: ТОВ ВКФ «БАО», 2003
- «Зачарована гора», в двох томах, Київ: «Юніверс», 2009 (перевидання, видавництво Жупанського, 2024)
- «Сповідь авантюриста Фелікса Круля», Київ: «Видавництво Жупанського», 2011